# Музей истории Томска
Музей истории Томска — музей, создан решением томской городской администрации от 16 июля 1997 года.

## История
Музей истории Томска создан по указу администрации города Томска 16 июля 1997 года. В течение 6 лет велись подготовительные работы: реконструкция здания, формирование коллекции и т. д.
7 июня 2003 года в торжественной обстановке Музей был открыт для посещения. Вниманию посетителей предстала первая временная выставка «Портрет старого Томска», через год в музее открылась постоянная экспозиция «Первый век Томска»

## Музей
В настоящее время Музей располагает обширной коллекцией экспонатов, всего 4206 единиц хранения. Музей открыт для посещения ежедневно с 10:00 до 19:00 кроме понедельника, стоимость входного билета варьируется от 20 до 290 рублей.

## Памятный камень на месте основания Томска
Памятник представляет собой глыбу железняка, установленную на месте основания Томска. Был установлен в 1966 году.

## Томская крепость
Томская крепость была основана в 1604 году по указу русского царя Бориса Годунова, несколько раз перестраивалась и в XVIII веке была разобрана за ненадобностью. В 2004 году на территории Музея была построена реконструкция Спасской башни Томской крепости, а также часть тарасной стены (сложенной из тарасов — бревенчатых срубов, треугольной или квадратной формы, наполнявшиеся землей или мелкими каменьями).

## Здание

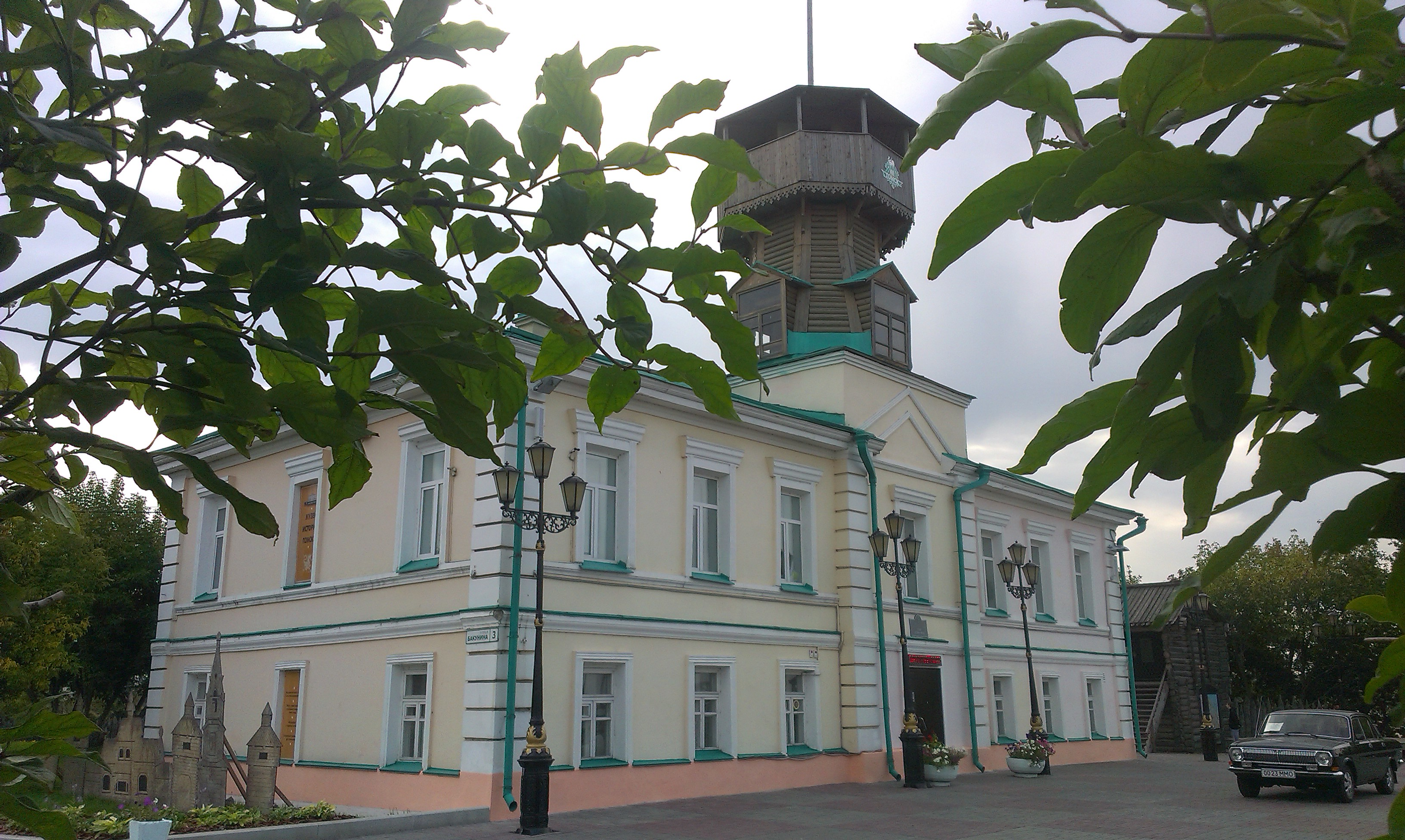
Здание Музея истории Томска

Здание Музея было построено в 1859 году по проекту инженера В. К. Фадеева, изначально в здании располагалась Воскресенская частная полицейская управа.

### Каланча
Пожарная каланча была построена одновременно со зданием с целью наблюдения за пожарной обстановкой в городе. На каланче круглосуточно находились дозорные, для подачи сигналов о пожаре использовались сигнальные знаки красного, синего и белого цветов, каждому району города присваивалось своё сочетание сигналов, например, три красных фонаря означали пожар на территории Воскресенского участка. Каланча просуществовала до 60х годов XX века и была разобрана в связи с ликвидацией дозорной службы. Перед открытием Музея каланча была восстановлена и в настоящий момент используется как единственная в городе оборудованная смотровая площадка. В 2006 году на смотровой площадке в память о ранее существовавшей дозорной службе был установлен памятник дозорному пожарному, которого жители города позже прозвали Афанасий

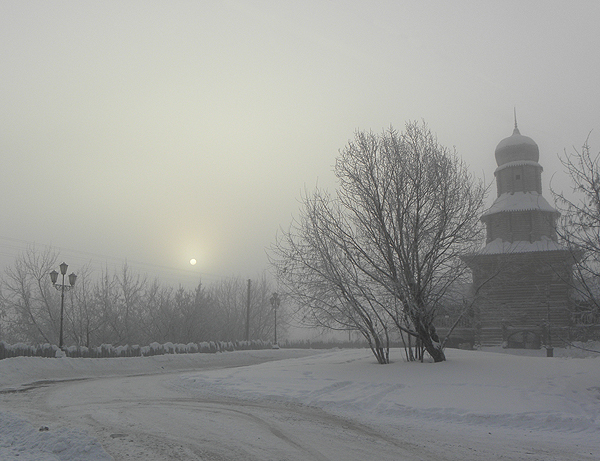
Спасская башня Томской крепости расположенная на территории Музея